# Кришка Ребер
Кришка Ребер (словен. Kriška Reber) је насељено место у општини Требње, регија Југоисточна Словенија, Словенија.

## Историја
До територијалне реорганизације у Словенији била је у саставу старе општине Требње.

## Становништво
У попису становништва из 2011. године, Кришка Ребер је имала 30 становника.
| Број становника према пописима | Број становника према пописима | Број становника према пописима |
| ------------------------------ | ------------------------------ | ------------------------------ |
| 1991                           | 2002                           | 2011                           |
| 32                             | 28                             | 30                             |

Напомена: Године 2010. извршена је мала размена територија између насеља Кришка Ребер и Равне (Мирна).